# Našrihab
Našrihab ist ein nahezu ausschließlich aus Inschriften seines Sohnes Naṣrū bekannter Herrscher von Hatra, der ihm wiederum folgte. Našrihab trug den Titel mry'  („Herr“).